# Raoul Last
Raoul Last (31 mei 2000) is een Nederlands voetballer die als verdediger voor SV Meerssen speelt.

## Carrière
Raoul Last speelde in de jeugd van MVV Maastricht, KRC Genk en wederom MVV Maastricht. In het seizoen 2018/19 zat hij enkele wedstrijden bij de eerste selectie van MVV, maar debuteerde pas het seizoen erna. Zijn debuut vond plaats op 26 augustus 2019, in de met 0-1 gewonnen uitwedstrijd tegen Jong PSV. Last kwam in de 90+2e minuut in het veld voor Joshua Holtby. Last tekende in januari 2020 een contract tot 2021 bij MVV Maastricht. In maart 2021 werd bekend dat Last niet langer in de plannen voorkwam en hij na het seizoen zou vertrekken. Hij sloot bij SV Meerssen aan.

### Statistieken
| Seizoen                       | Club           | Land           | Competitie     | Competitie | Competitie | Beker | Beker | Totaal | Totaal |
| Seizoen                       | Club           | Land           | Competitie     | Wed.       | Dlp.       | Wed.  | Dlp.  | Wed.   | Dlp.   |
| ----------------------------- | -------------- | -------------- | -------------- | ---------- | ---------- | ----- | ----- | ------ | ------ |
| 2018/19                       | MVV Maastricht | Nederland      | Eerste divisie | 0          | 0          | 0     | 0     | 0      | 0      |
| 2019/20                       | MVV Maastricht | Nederland      | Eerste divisie | 17         | 0          | 0     | 0     | 17     | 0      |
| 2020/21                       | MVV Maastricht | Nederland      | Eerste divisie | 13         | 0          | 0     | 0     | 13     | 0      |
| Carrièretotaal                | Carrièretotaal | Carrièretotaal | Carrièretotaal | 30         | 0          | 0     | 0     | 30     | 0      |
| Bijgewerkt op 9 februari 2022 |                |                |                |            |            |       |       |        |        |